# Козловський Гнат Гнатович
Гнат Гнатович Козловський (15 лютого 1917 — 9 червня 1962) — радянський льотчик-штурмовик, Герой Радянського Союзу (1945).

## Життєпис
Народився 15 лютого 1917 року у селі Великі Пруси (нині Копильський район Мінської області) у селянській родині. Білорус. Закінчив 9 класів в 1935 році.
У РСЧА з 1936 року. В 1939 році закінчив Сталінградське військове авіаційне училище льотчиків.
На фронтах німецько-радянської війни з листопада 1941 року. В 1943 закінчив КУКС. Штурман 996-го штурмового авіаційного полку (224-а штурмова авіаційна дивізія, 8-а повітряна армія, 4-й Український фронт) капітан Козловський до 9 травня 1945 року здійснив 120 бойових вильотів на розвідку і штурм військ противника, з них 48 у тил ворога по доставці боєприпасів радянським військам, оточеним під Вязьмою, і вивозу поранених з оточення.
В 1951 році закінчив Військово-повітряну академію.
З 1960 року полковник Г. Г. Козловський у запасі. Жив у Мінську. Помер 9 червня 1962 року.

## Звання та нагороди
18 серпня 1945 року Козловському Гнату Гнатовичу присвоєно звання Герой Радянського Союзу.
Також нагороджений:
- орденом Леніна
- 4-ма орденами Червоного прапора
- орденом Олександра Невського
- орденом Червоної Зірки